# Sellos de la República Soviética Húngara
Los sellos postales de la República Soviética Húngara, proclamada el 21 de marzo de 1919 y vigentes hasta agosto de 1919, incluyen una serie conmemorativa de cinco miniaturas del diseño original, emitidas el 14 de junio de 1919 por el departamento postal de la República Soviética Húngara, así como sellos definitivos, que estuvieron en circulación del 21 de julio al 30 de noviembre de 1919.

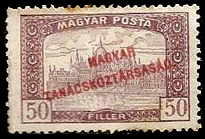
sobreimpresión de la serie el parlamento

- Datos: Q4375407
- Multimedia: Stamps of Hungary / Q4375407